# Кампиљио (Пистоја)
Кампиљио је насеље у Италији у округу Пистоја, региону Тоскана.
Према процени из 2011. у насељу је живело 134 становника. Насеље се налази на надморској висини од 306 м.